# Majed Moqed
Majed Mashaan Moqed (arabsky: ماجد مشعان موقد, přepisem Moqued) (18. června 1977 – 11. září 2001) byl terorista, jeden z pěti, které FBI označila jako únosce letu Let American Airlines 77, kterým byly spáchány teroristické útoky 11. září 2001.
Moqed byl student práv z malého města Annakhil v Saúdské Arábii (západně od Mediny), studoval na univerzitě King Fahd fakultu administrativy a ekonomiky, než nechal studia kvůli svému naverbování do Al-Kájdy v roce 1999 se svým kamarádem Satamem al-Suqamim, se kterým na koleji bydlel na pokoji.
Oba dva trénovali v Khaldenu blízko Kábulu, vedené Ibn al-Shaykh al-Libim. Kamarád v Saúdské Arábii tvrdí, že ho naposledy viděl v roce 2000, než odešel studovat do USA v listopadu 2000, Moqed a al-Suqami letěl z Bahrajnu do Íránu.
Někdy v tuto dobu Moqed odcestoval do SAE, kde koupil cestovní šeky, nejspíš měly být pro Mustafu Ahmeda al-Hawsawiho. Také 5 dalších únosců cestovalo do SAE a koupilo cestovní šeky (Wail al-Shehri, Saeed Alghamdi, Hamza Alghamdi, Ahmed al-Haznawi a Ahmed al-Nami). Moqed se přesunul se Salemem al-Hazmim, Abdulazizem al-Omarim a Khalidem al-Mihdharem do bytu v Patersonu v New Jersey.
Podle FBI, Moqed poprvé přistál v USA 2. května 2001.
V květnu 2001 si Moqed, Hani Hanjour, al-Hazmi a Ahmed al-Ghamdi půjčují minivan a cestují do Fairfieldu v Connecticutu. Tady se s někým na parkovišti setkali a výhodným obchodem získali falešné občanské průkazy.
Moqed zažádal o občanský průkaz 2. srpna 2001. Dne 24. srpna se al-Mihdhar a Moqed snažili koupit letenky online, ale systém měl potíže s jejich adresou a letenky nedostali.
Zaměstnanci Advance Travel Service v Totowě v New Jersey později tvrdili, že Moqed a Hanjour si koupili letenky tam. Podle nich Hani Hanjour mluvil slabě anglicky a mluvil většinou Moqed. Hanjour chtěl sedadlo v první řadě. Jejich kredit karty to neautorizovaly a peníze si museli vytáhnout z bankomatu. Zaplatili v hotovosti 1842,25 USD.
Moqed zůstal v pokoji č. 343 Valencia Motel. Dne 2. září Moqed zaplatil třicetidolarovou týdenní kartu v posilovně Gold's Gym v Greenbeltu, v Marylandu.
O 3 dny později je s Hani Hanjourem zachytila kamera v bankomatu. Po útocích zaměstnanci obchodu s filmy pro dospělé Adult Lingerie Center v Beltsville tvrdili, že Moqed byl 3krát v obchodě.
Podle vyšetřovací komise Moqed spustil detektor kovu. Podstoupil prohlídku a v letadle byl v 7:50. Seděl na sedadle 12A, vedle al-Mihdhara, který seděl na sedadle 12B.
Po útocích řekla jeho rodina Arab News, že Moqed byl fanouškem sportu a rád cestoval. Potom bylo oznámeno, že byla nalezena saúdskoarabská studentská karta s Moqedovym jménem v troskách Pentagonu. Bylo také řečeno, že mohlo jít o padělek.